# كيفين فولي
كيفين فولي (بالإنجليزية: Kevin Foley)‏ (مواليد 1 نوفمبر 1984 في لوتون - إنجلترا) لاعب كرة قدم أيرلندي يلعب حاليا لصالح نادي الدرجة الممتازة وولفرهامبتون واندررز الإنجليزي منذ 2007 في مركز الظهير الأيمن كما يجيد اللعب في مركز الوسط الأيمن .

## روابط خارجية
- كيفين فولي على موقع قاعدة بيانات كرة القدم.إي يو (الإنجليزية)
- كيفين فولي على موقع ناشيونال فوتبول تيمز (الإنجليزية)
- كيفين فولي على موقع Soccerbase.com (لاعب) (الإنجليزية)
- كيفين فولي على موقع Soccerway.com (الإنجليزية)
- كيفين فولي على موقع عالم كرة القدم.نت (الإنجليزية)